# Those Were the Days
Those Were the Days ist ein Folksong von Mary Hopkin aus dem Jahr 1968, dessen Melodie auf dem russischen Lied Dorogoi dlinnoju beruht. Das Stück wurde zum Welthit und von zahlreichen Künstlern gecovert.

## Entstehungsgeschichte
Grundlage des Songs ist das russische Lied Dorogoi dlinnoju (Дорогой длинною, Entlang der langen Straße). Die Musik dieser Romanze wurde von Boris Fomin (1900–1948) geschrieben, der Text stammt von Konstantin Podrewski (1889–1930). Das Lied über die endlose Straße wurde im Oktober 1917 in der Version von Alexander Wertinski in Russland sehr populär; Wertinski sang das Stück noch vor der Oktoberrevolution.
Der erste englische Text stammt von Eugene Raskin (* 5. September 1909; † 7. Juni 2004). Der melancholische Text handelt von der Erinnerung an vergangene Zeiten. Die erste Schallplatte mit diesem Text stammt von ihm und seiner Frau Francesca, die als Folk-Duo Gene & Francesca auftraten und das Stück auf einer LP veröffentlichten (Hello Love, Tetragrammaton T-124; 1962). Kurz darauf griff ihn das Folk-Rock-Trio Limelighters auf (LP Folk Matinee; RCA 2547; August 1962, aufgenommen am 5. April 1962).

## Erfolg
Gene & Francesca traten 1966 im Londoner Nachtclub Blue Angel auf, wo Paul McCartney das Lied von ihnen hörte. Es blieb zunächst ohne Resonanz, bis die damals unbekannte walisische Folksängerin Mary Hopkin am 4. Mai 1968 den Fernseh-Talentwettbewerb Opportunity Knocks gewann und kurz darauf einen Anruf von McCartney zum Vorsingen erhielt. Bereits am 8. Mai 1968 kam sie zu Probeaufnahmen nach London ins Aufnahmestudio von Dick James. Im Juli 1968 fanden in den Abbey Road Studios die Aufnahmen für Hopkins erste Single Those Were the Days (B-Seite: Turn, Turn, Turn) statt. Produziert und gemischt von McCartney, der auch akustische Gitarre spielt, wurde das Stück von Richard Hewson arrangiert, der dabei Mary Hopkins Sopranstimme betonte.
Die Single wurde beim Label Apple Records veröffentlicht, das von den Beatles im Januar 1968 gegründet worden war. Im Juni 1968 schloss man mit EMI einen Vertriebsvertrag. Hopkins Single war nach dem Beatles-Titel Hey Jude die zweite Single des Apple-Katalogs und wurde am 26. August 1968 in den USA und am 30. August 1968 in Großbritannien gleichzeitig mit Hey Jude veröffentlicht. Ungewöhnlich war dann, dass die beiden ersten Singles eines Plattenlabels nacheinander den ersten Rang der britischen Charts einnahmen, denn Hey Jude wurde durch Those Were the Days von der Spitzenposition verdrängt.
Insgesamt blieb der Song für sechs Wochen auf dem ersten Rang der britischen Hitparade, drei Wochen auf dem zweiten Platz in den USA und drei Wochen an Nummer eins in Deutschland, wobei der Titel 18 Wochen in den deutschen Charts blieb, davon zehn Wochen unter den Top 10. Mit vier Millionen allein in den ersten vier Monaten und insgesamt acht Millionen weltweit verkauften Exemplaren entwickelte sich Those Were the Days zur erfolgreichsten Veröffentlichung für das Apple-Label, die nicht von den Beatles selbst stammte.

## Coverversionen
Bei ASCAP sind 56 Coverversionen registriert. Gleichzeitig wurde das Stück noch in vier Sprachen mit Mary Hopkin produziert, darunter in Deutsch unter dem Titel An jenem Tag. Die bedeutendsten Fassungen stammen von Dalida (Le temps des fleurs; Dezember 1968), Alexandra (LP Sehnsucht – Ein Porträt in Musik; April 1969), den Leningrad Cowboys (1991) und Dolly Parton & Mary Hopkin (Oktober 2005). Bei diesen Coverversionen wird meist Gene Raskin als Urheber angegeben, obwohl er nur den Text geschrieben hat.
Ivan Rebroff nahm eine russische Version auf und veröffentlichte diese unter anderem 1969 auf seiner LP Russische Party. Seine Version namens Такие дни мой друг (Takije dni, moj drug) ist eine wörtliche Übersetzung der ersten beiden Strophen und des Refrains der englischen Version, aber ohne Rhythmus und Reim. 1969 hatte er mit der französischen Fassung Le temps des fleurs in Frankreich einen Nummer-eins-Hit.
Die Kölschrock-Band Brings brachte im November 2000 mit Superjeilezick einen stark an Those Were the Days angelehnten Song mit kölschem Text heraus. Die Band vermerkte nachträglich eine korrekte Urheberrechtsangabe. Eine neuere Version veröffentlichte Lena Valaitis unter dem Titel Ein schöner Frühlingstag (September 2009).

## Sonstiges
Weihnachten 1975 ließ der damalige Gewaltherrscher Äquatorialguineas, Francisco Macías Nguema, 150 angebliche Verschwörer hinrichten; eine Band spielte dazu Those Were the Days.